# Paul Halmos
Paul Richard Halmos, född 3 mars 1916 i Budapest, Österrike-Ungern, död 2 oktober 2006 i Los Gatos, Kalifornien, var en ungersk-amerikansk matematiker verksam i USA. Hans intressen inkluderade bl.a. sannolikhetsteori, statistik, operatorteori och funktionalanalys (i synnerhet Hilbertrum). Han är även välkänd för sina välskrivna läroböcker, t. ex. Finite Dimensional Vector Spaces (1942) och Measure Theory (1950). 
Halmos införde 1950 symbolen ■, som ibland även är öppen (□), för att i matematisk text markera ett slutfört bevis, jämför med Q.E.D.. Han fick idén till att utnyttja denna typografiska symbol när han såg den användas för att markera slutet på en artikel i olika tidskrifter. I sina memoarer I Want to Be a Mathematician skrev han följande förtydligande
The symbol is definitely not my invention — it appeared in popular magazines (not mathematical ones) before I adopted it, but, once again, I seem to have introduced it into mathematics. It is the symbol that sometimes looks like ▯, and is used to indicate an end, usually the end of a proof. It is most frequently called the 'tombstone', but at least one generous author referred to it as the 'halmos'.
Även begreppet "iff" (svenska: omm) som betecknar satslogisk ekvivalens är Halmos påfund